# Layla (Arabia Saudita)

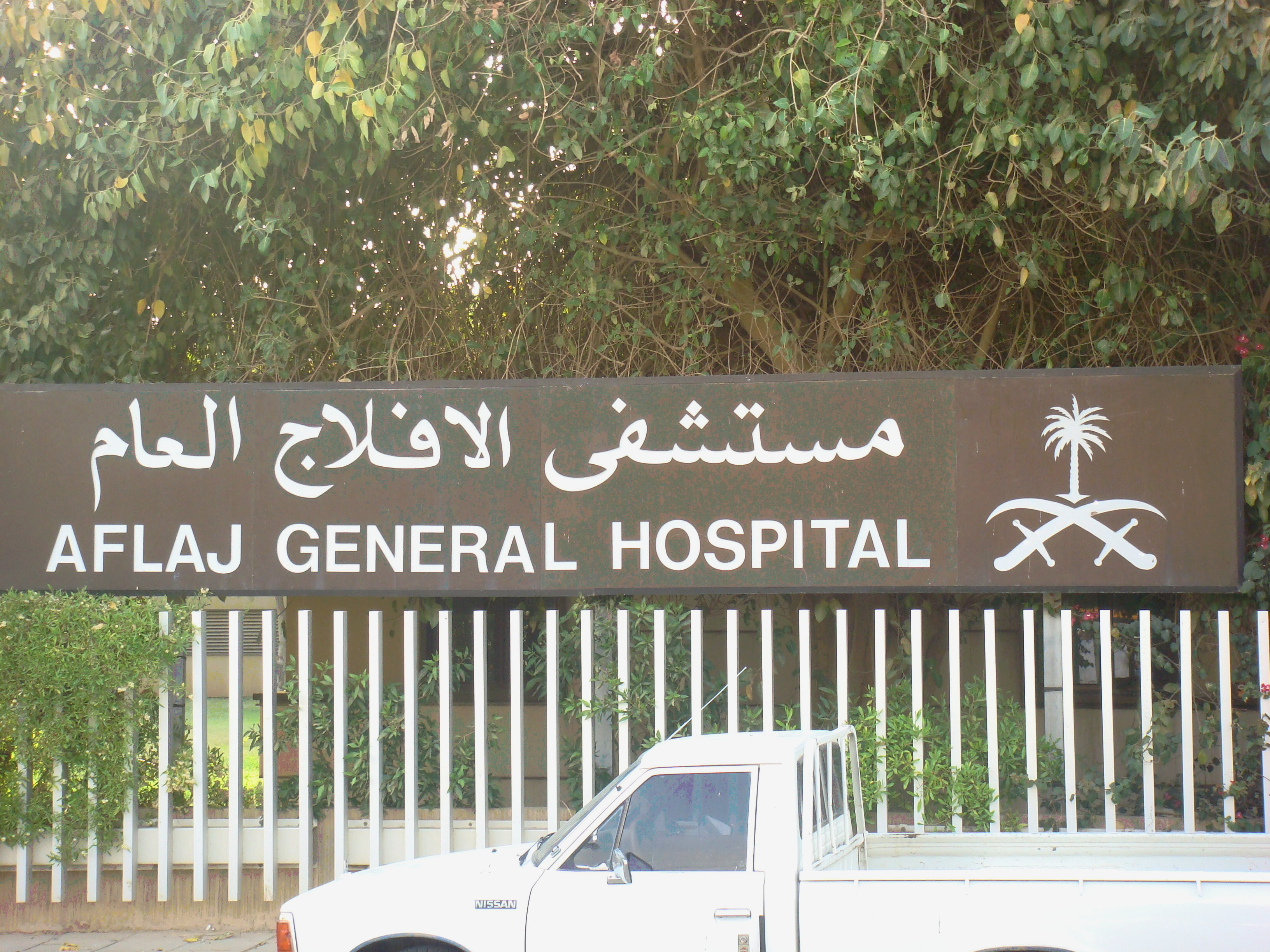
Aflaj General Hospital

Layla è una città dell'Arabia Saudita centrale. Rappresenta il centro principale dell'oasi di al-Aflaj. 
La popolazione della città e dei villaggi circostanti è pari a circa 76 000 abitanti, in gran parte beduini della tribù al-Dawasir.